# Njegoševa (Zemun)
Ne doit pas être confondu avec Njegoševa.
La rue Njegoševa (en serbe cyrillique : Његошева) est située à Belgrade, la capitale de la Serbie, dans la municipalité de Zemun.

## Parcours
La rue Njegoševa naît au niveau de la rue Karamatina. Elle s'oriente vers le nord-est, croise les rues Lagumska et Sinđelićeva avant de se terminer Kej oslobođenja (« Quai de la Libération »), au bord du Danube.

## Architecture
Au n° 43 de la rue se trouve l'église Saint-Nicolas, construite entre 1745 et 1752 dans un style baroque ; en raison de sa valeur architecturale, elle figure sur la liste des monuments culturels protégés de la république de Serbie et sur la liste des biens culturels protégés de la ville de Belgrade.

## Caractéristiques
La rue abrite quelques galeries d'art et des restaurants.